# Cecilia Flamand
Pour les articles homonymes, voir Flamand.
Cecilia Lovisa Margareta Flamand, née le 20 juin 1860 à Stockholm et morte le 12 octobre 1922 à Stockholm, est une danseuse suédoise.

## Biographie
Elle a notamment joué le rôle de l'abbesse dans le ballet Robert.